# Brani musicali di Enya
Questa lista di brani musicali elenca tutte le canzoni incise dalla musicista irlandese Enya nel corso della sua carriera e include anche le collaborazioni con altri artisti. Le canzoni, eccetto dove specificato, sono state prodotte da Nicky Ryan, mentre Roma Ryan si è occupata dei testi.
| Titolo                                                                  | Anno | Incisione                                                                                          | Durata   | Autore                                          | Lingua             | Note |
| ----------------------------------------------------------------------- | ---- | -------------------------------------------------------------------------------------------------- | -------- | ----------------------------------------------- | ------------------ | --- |
| A Day Without Rain                                                      | 2000 | A Day Without Rain                                                                                 | 2:38     | Enya                                            | -                  | Strumentale Utilizzata come sigla del Meteo di RaiNews24 Utilizzata nel documentario Ocean Men: Extreme Dive (2001) Inclusa nella raccolta Only Time - The Collection Inclusa nella raccolta The Very Best of Enya - edizione Standard |
| A Kiss By The Fountain                                                  | 1985 | The Frog Prince colonna sonora                                                                     | 1:53     | Enya                                            | -                  | Strumentale Prodotta da Richard Myhill |
| A Moment Lost                                                           | 2005 | Amarantine                                                                                         | 3:08     | Enya, R. Ryan                                   | Inglese            | |
| Adeste, Fideles                                                         | 2006 | Amarantine - Christmas Special Edition / Adeste, Fideles singolo promozionale con It's in the Rain | 3:59     | Tradizionale                                    | Latino             | Cover del brano classico natalizio omonimo Singolo promozionale solo in Europa Inclusa negli EP Sounds of the Season (Usa) e Christmas Secrets (Canada) Inclusa nella raccolta Christmas Secrets |
| Afer Ventus                                                             | 1991 | Shepherd Moons                                                                                     | 4:05     | Enya, R. Ryan                                   | Latino             | Inclusa nella colonna sonora del film Calmi Cuori Appassionati (2001) Inclusa nella raccolta A Box of Dreams Inclusa nella raccolta Only Time - The Collection |
| Aldebaran                                                               | 1986 | Enya / The Celts                                                                                   | 3:05     | Enya, R. Ryan                                   | Gaelico            | Realizzato videoclip promozionale per The Celts diretto da David Richardson Inclusa nella raccolta A Box of Dreams Inclusa nella raccolta Only Time - The Collection Inclusa nella raccolta The Very Best of Enya - edizione Standard |
| Amarantine                                                              | 2005 | Amarantine singolo / Amarantine                                                                    | 3:09     | Enya, R. Ryan                                   | Inglese            | 1° singolo estratto da Amarantine nel 2005 Inclusa nella raccolta The Very Best of Enya |
| Amarantine Single Version                                               | 2005 | Amarantine singolo promozionale                                                                    | 3:05     | Enya, R. Ryan                                   | Inglese            | 1° singolo estratto da Amarantine nel 2005 Versione più breve per le radio Realizzato videoclip promozionale del singolo diretto da Tim Royes Videoclip incluso nella raccolta The Very Best of Enya - edizione Deluxe |
| Amid The Falling Snow                                                   | 2005 | Amarantine                                                                                         | 3:38     | Enya, R. Ryan                                   | Inglese            | Inclusa nell'EP Sounds of the Season (Usa) Inclusa nella raccolta Christmas Secrets |
| An Clár Bog Déil con Mairéad Ní Mhaonaigh e Frankie Kennedy             | 1983 | Ceol Aduaidh album di Mairéad Ní Mhaonaigh e Frankie Kennedy                                       | 2:40     | Tradizionale                                    | Gaelico            | Enya, accreditata come Eithne Ní Bhraonáin, suona il sintetizzatore |
| An Ghaoth ón Ghrian The Solar Wind come Eithne Ní Bhraonáin             | 1984 | Touch Travel                                                                                       | 2:04     | Enya                                            | -                  | Strumentale Prima incisione di Enya come solista |
| An tÚll con i Clannad                                                   | 1982 | Fuaim album dei Clannad                                                                            | 3:07     | Tradizionale                                    | Gaelico            | Enya partecipa come solista e tastierista |
| And Winter Came...                                                      | 2008 | And Winter Came...                                                                                 | 3:15     | Enya                                            | -                  | Strumentale Versione riveduta e corretta del brano Midnight Blue |
| Angeles                                                                 | 1991 | Caribbean Blue singolo (solo in Europa) / Shepherd Moons                                           | 3:57     | Enya, R. Ryan                                   | Inglese            | Inclusa nella raccolta A Box of Dreams |
| Aníron Theme for Aragorn and Arwen                                      | 2001 | Il Signore degli Anelli - La Compagnia dell'Anello colonna sonora                                  | 1:37 ca. | Enya, R. Ryan                                   | Sindarin           | Estratto del brano The Council of Elrond Inclusa nella colonna sonora del film Il Signore degli Anelli (2001) |
| Aníron Theme for Aragorn and Arwen                                      | 2005 | Il Signore degli Anelli - La Compagnia dell'Anello The Complete Recordings colonna sonora          | 1:35 ca. | Enya, R. Ryan                                   | Sindarin           | Estratto del brano The Council of Elrond Versione leggermente modificata del brano inciso per Il Signore degli Anelli (2001) |
| Aníron I Desire                                                         | 2009 | The Very Best of Enya                                                                              | 2:42     | Enya, R. Ryan                                   | Sindarin           | Versione del brano risalente al 2001 mai incisa precedentemente |
| Anywhere Is                                                             | 1995 | Anywhere Is singolo / The Memory of Trees                                                          | 3:58     | Enya, R. Ryan                                   | Inglese            | 1° singolo estratto da The Memory of Trees nel 1995 Inclusa nella colonna sonora del film Calmi Cuori Appassionati (2001) Inclusa nella raccolta Only Time - The Collection Inclusa nella raccolta The Very Best of Enya |
| Anywhere Is Edit                                                        | 1995 | Anywhere Is singolo promozionale                                                                   | 3:43     | Enya, R. Ryan                                   | Inglese            | 1° singolo estratto da The Memory of Trees nel 1995 Versione più breve per le radio Realizzato videoclip promozionale del singolo diretto da David Scheinmann Inclusa nella raccolta Paint the Sky with Stars: The Best of Enya Inclusa nella raccolta A Box of Dreams Videoclip incluso nella raccolta The Video Collection (2001) Videoclip incluso nella raccolta The Very Best of Enya - edizione Deluxe |
| As Baile Away From Home                                                 | 1991 | Caribbean Blue singolo (solo nel Regno Unito) / Book of Days singolo                               | 4:03     | Enya                                            | -                  | Strumentale Versione riveduta e corretta di Exile |
| Astra et Luna                                                           | 2015 | Dark Sky Island                                                                                    | 3:20     | Enya, R. Ryan                                   | Latino             | |
| Athair ar Neamh                                                         | 1995 | The Memory of Trees                                                                                | 3:39     | Enya, R. Ryan                                   | Gaelico            | Inclusa nella raccolta A Box of Dreams Inclusa nella raccolta Only Time - The Collection Inclusa nella raccolta The Very Best of Enya - edizione Deluxe |
| Bard Dance                                                              | 1986 | Enya / The Celts                                                                                   | 1:23     | Enya                                            | -                  | Strumentale |
| Boadicea                                                                | 1986 | Enya / The Celts                                                                                   | 3:30     | Enya                                            | -                  | Strumentale Realizzato videoclip promozionale Campionata in Ready or Not dei Fugees nel 1996 Campionata in I Don't Wanna Know di Mario Winans con P. Diddy nel 2004 Campionata in You Should Really Know dei The Pirates nel 2004 Utilizzata nel video Portrait of Ireland (1989) Inclusa nella colonna sonora del film I sonnambuli (1992) Inclusa nella colonna sonora del film Telmisseomding (1999) Utilizzata in un episodio della serie Skeppsholmen (2002) Utilizzata in un episodio della serie Criminal Minds (2007) Inclusa nella colonna sonora del film Tommy (2014) Inclusa nella raccolta Paint the Sky with Stars: The Best of Enya Inclusa nella raccolta A Box of Dreams Inclusa nella raccolta Only Time - The Collection |
| Boadicea Edit                                                           | 2005 | Amarantine singolo (solo in Europa e Francia) / The Very Best of Enya                              | 3:30     | Enya                                            | -                  | Strumentale Versione rimasterizzata |
| Book of Days Versione in Gaelico                                        | 1991 | Shepherd Moons solo nel 1991                                                                       | 2:34     | Enya, R. Ryan                                   | Gaelico            | |
| Book of Days Versione in Inglese e Gaelico                              | 1992 | Shepherd Moons dal 1992 in poi / Book of Days singolo                                              | 2:56     | Enya, R. Ryan                                   | Inglese / Gaelico  | 3° singolo estratto da Shepherd Moons nel 1992 Realizzato videoclip promozionale del singolo diretto da Michael Geoghegan Utilizzata in un episodio della serie Baywatch (1993) Utilizzata in un episodio della serie Dead at 21 (1994) Utilizzata in un episodio del reality show The Real World (1994) Utilizzata nel cortometraggio Paradise Attempted (2000) Utilizzata in uno spot della MSC Crociere in Irlanda nel 2001 Inclusa nella colonna sonora del film Calmi Cuori Appassionati (2001) Inclusa nella colonna sonora del film Vivere per sempre (2002) Utilizzata durante le premiazioni ai Campionati del mondo di atletica leggera nel 2009 Inclusa nella raccolta Paint the Sky with Stars: The Best of Enya Inclusa nella raccolta A Box of Dreams Inclusa nella raccolta Only Time - The Collection Inclusa nella raccolta The Very Best of Enya - edizione Standard Videoclip incluso nella raccolta The Very Best of Enya - edizione Deluxe Nominata ai Razzie Awards nel 1992 come Peggior canzone originale |
| Book of Days Remix                                                      | 1992 | Cuori ribelli colonna sonora                                                                       | 2:56     | Enya, R. Ryan                                   | Inglese / Gaelico  | Inclusa nella colonna sonora del film Cuori ribelli (1992) Realizzato remix per i titoli di coda del film Cuori ribelli mai inciso su disco |
| Buaireadh An Phósta con i Clannad                                       | 1981 | Fuaim album dei Clannad                                                                            | 2:52     | Tradizionale                                    | Gaelico            | Enya partecipa come tastierista |
| Caribbean Blue                                                          | 1991 | Caribbean Blue singolo / Shepherd Moons                                                            | 3:58     | Enya, R. Ryan                                   | Inglese            | 1° singolo estratto da Shepherd Moons nel 1991 Utilizzata in un episodio della serie Motormouth (1991) Utilizzata in un episodio della serie Un medico tra gli orsi (1992) Utilizzata in un episodio della serie Baywatch (1993) Inclusa nella colonna sonora del film Piccolo grande amore (1993) Utilizzata in uno spot della Nestlé nel 1997 Utilizzata in uno spot della Kellogg's nel 1998 Utilizzata in uno spot della MSC Crociere nel 2001 Inclusa nella colonna sonora del film Calmi Cuori Appassionati (2001) Inclusa nella colonna sonora del film Ruoma De Shi Qi Sui (2002) Utilizzata in una puntata del talent So You Think You Can Dance II negli USA nel 2006 Utilizzata in una puntata del documentario Visiting... with Huell Howser (2007) Utilizzata in uno spot della Lines nel 2008 Utilizzata in uno spot della Ferrero Rocher in Polonia nel 2011 Inclusa nella colonna sonora del film Deadpool 2 (2018) Inclusa nella raccolta Paint the Sky with Stars: The Best of Enya Inclusa nella raccolta A Box of Dreams Inclusa nella raccolta Only Time - The Collection Inclusa nella raccolta The Very Best of Enya |
| Caribbean Blue Edit                                                     | 1991 | Caribbean Blue singolo promozionale                                                                | 3:40     | Enya, R. Ryan                                   | Inglese            | 1° singolo estratto da Shepherd Moons nel 1991 Versione più breve per le radio Realizzato videoclip promozionale del singolo diretto da Michael Geoghegan Videoclip incluso nella raccolta Moonshadows (1991) Videoclip incluso nella raccolta The Video Collection (2001) Videoclip incluso nella raccolta The Very Best of Enya - edizione Deluxe |
| China Roses                                                             | 1995 | The Memory of Trees                                                                                | 4:47     | Enya, R. Ryan                                   | Inglese            | Singolo promozionale solo in Europa nel 1995 Utilizzata in uno spot della Ferrero (Raffaello) Inclusa nella raccolta Paint the Sky with Stars: The Best of Enya Inclusa nella raccolta A Box of Dreams Inclusa nella raccolta Only Time - The Collection |
| Christmas Secrets                                                       | 2006 | Amarantine - Christmas Special Edition                                                             | 3:45     | Enya, R. Ryan                                   | Inglese            | Inclusa negli EP Sounds of the Season (Usa) e Christmas Secrets (Canada) Inclusa nella raccolta Christmas Secrets con il titolo Christmas Secret Reinterpretata dalle Yavanna nella compilation X-Factor The Christmas Album (2009) con il titolo Christmas Secret |
| Cursum Perficio                                                         | 1988 | Watermark                                                                                          | 4:06     | Enya, R. Ryan                                   | Latino             | Utilizzata nel video Portrait of Ireland (1989) Inclusa nella raccolta A Box of Dreams Inclusa nella raccolta Only Time - The Collection Inclusa nella raccolta The Very Best of Enya - edizione Standard |
| Dan Y Dŵr Beneath the Waters                                            | 1986 | Enya / The Celts                                                                                   | 1:41     | Enya, R. Ryan                                   | Gallese            | Inclusa nella colonna sonora di Qualcuno da amare (1994) |
| Dark Sky Island                                                         | 2015 | Dark Sky Island                                                                                    | 4:56     | Enya, R. Ryan                                   | Inglese            | |
| Deireadh an Tuath End of the Tribe                                      | 1986 | Enya / The Celts                                                                                   | 1:42     | Enya, R. Ryan                                   | Gaelico            | Utilizzata nel video Portrait of Ireland (1989) Inclusa nella raccolta A Box of Dreams |
| Deora ar mo Chroí Tears on My Heart                                     | 2000 | A Day Without Rain                                                                                 | 2:46     | Enya, R. Ryan                                   | Gaelico            | Utilizzata in un episodio della serie Una mamma per amica (2002) Utilizzata nell'evento WrestleMania XXVI nel 2010 Inclusa nella raccolta Only Time - The Collection |
| Deserted House                                                          | 1986 | -                                                                                                  | -        | Enya                                            | -                  | Versione primordiale di Tempus Vernum Strumentale Mai incisa su disco Utilizzata nel documentario The Celts |
| Diamonds On The Water                                                   | 2015 | Dark Sky Island                                                                                    | 3:33     | Enya, R. Ryan                                   | Inglese            | |
| Dive con Salvatore Ganacci e Alex Aris                                  | 2016 | Dive singolo di Salvatore Ganacci con Alex Aris                                                    | 3:21     | Enya, Koblic, Papacostantinou, Ryberg, Svensson | Inglese            | Campionamento di Boadicea Prodotta da Salvatore Ganacci Realizzato videoclip promozionale del singolo Realizzato lyric video del singolo |
| Dreams                                                                  | 1985 | The Frog Prince colonna sonora                                                                     | 3:38     | Enya, McGettigan                                | Inglese            | |
| Dreams Are More Precious                                                | 2008 | And Winter Came...                                                                                 | 4:25     | Enya, R. Ryan                                   | Inglese            | Singolo promozionale solo in Giappone nel 2009 Realizzato lyric video nel 2019 Utilizzata nella serie tv giapponese Arifureta Kiseki (2009) Utilizzata in due puntate del talent So You Think You Can Dance V negli USA nel 2009 Inclusa nella raccolta The Very Best of Enya - edizione Standard giapponese Inclusa nella raccolta Christmas Secrets |
| Drifting                                                                | 2005 | Amarantine                                                                                         | 4:11     | Enya                                            | -                  | Strumentale Nominata ai Grammy Awards nel 2006 come Miglior Brano Strumentale Inclusa nella raccolta The Very Best of Enya - edizione Deluxe |
| Dúlamán Live con i Clannad                                              | 1982 | Celtic Folk Festival album live con diversi artisti                                                | 5:34     | Tradizionale                                    | Gaelico            | Registrata a Utrecht, nei Paesi Bassi, il 13 febbraio 1982 |
| Ebudæ                                                                   | 1991 | Shepherd Moons                                                                                     | 1:54     | Enya, R. Ryan                                   | Gaelico            | Ispirata alle tipiche Waulking Songs scozzesi Inclusa nella raccolta Paint the Sky with Stars: The Best of Enya Inclusa nella raccolta A Box of Dreams Inclusa nella raccolta Only Time - The Collection |
| Ebudæ Remix                                                             | 1992 | Toys - Giocattoli colonna sonora                                                                   | 1:50     | Enya, R. Ryan                                   | Gaelico            | Inclusa nella colonna sonora del film Giocattoli (1992) |
| Echoes in Rain                                                          | 2015 | Dark Sky Island                                                                                    | 3:33     | Enya, R. Ryan                                   | Inglese            | 1° singolo estratto da Dark Sky Island nel 2015 Realizzato lyric video del singolo Realizzato videoclip promozionale del singolo diretto da K. Nakagawa |
| Echoes in Rain Radio Edit                                               | 2015 | Echoes in Rain singolo promozionale                                                                | 3:00     | Enya, R. Ryan                                   | Inglese            | 1° singolo estratto da Dark Sky Island nel 2015 Versione più breve per le radio |
| Eclipse                                                                 | 1989 | Oíche Chiún singolo                                                                                | 1:34     | Enya                                            | -                  | Strumentale (con testo in Gaelico cantato al contrario) Versione riveduta e corretta di Deireadh an Tuath Inclusa nella raccolta A Box of Dreams Inclusa nella raccolta Only Time - The Collection |
| Epilogue                                                                | 1985 | The Frog Prince colonna sonora                                                                     | 1:00     | Enya                                            | -                  | Strumentale Prodotta da Richard Myhill |
| Epona                                                                   | 1986 | Enya / The Celts                                                                                   | 1:36     | Enya                                            | -                  | Strumentale Inclusa nella colonna sonora del film Pazzi a Beverly Hills (1991) |
| Evacuee                                                                 | 1991 | Shepherd Moons                                                                                     | 3:50     | Enya, R. Ryan                                   | Inglese            | Inclusa nella raccolta A Box of Dreams Inclusa nella raccolta Only Time - The Collection |
| Evening Falls...                                                        | 1988 | Watermark / Evening Falls... singolo                                                               | 3:46     | Enya, R. Ryan                                   | Inglese            | 2° singolo estratto da Watermark nel 1988 Realizzati 2 videoclip promozionali del singolo diretti da Michael Geoghegan Utilizzata nel video Portrait of Ireland (1989) Utilizzata in un episodio della serie Rockopop (1990) Inclusa nella colonna sonora del film Calmi Cuori Appassionati (2001) Utilizzata in un episodio della serie Witchblade (2001) Utilizzata in uno spot della Chilly Inclusa nella raccolta A Box of Dreams Inclusa nella raccolta Only Time - The Collection Videoclip incluso nella raccolta Moonshadows (1991) Videoclip incluso nella raccolta The Video Collection (2001) Videoclip incluso nella raccolta The Very Best of Enya - edizione Deluxe Reinterpretata dai Gregorian nell'album Masters of Chant Chapter IV (2003) |
| Even in The Shadows                                                     | 2015 | Dark Sky Island                                                                                    | 4:13     | Enya, R. Ryan                                   | Inglese            | 2° singolo estratto da Dark Sky Island nel 2016 Realizzato lyric video del singolo |
| Exile                                                                   | 1988 | Watermark / Exile singolo                                                                          | 4:20     | Enya, R. Ryan                                   | Inglese            | 4° singolo estratto da Watermark nel 1991 Realizzato videoclip promozionale del singolo diretto da Michael Geoghegan Inclusa nella colonna sonora del film Pazzi a Beverly Hills (1991) Realizzato remix per Pazzi a Beverly Hills mai inciso su disco Inclusa nella colonna sonora del film Terra amata (1995) Utilizzata in un episodio della serie Haven (2011) Campionata in Jigga Jigga! degli Scooter nel 2004 Inclusa nella raccolta A Box of Dreams Inclusa nella raccolta Only Time - The Collection Videoclip incluso nella raccolta Moonshadows (1991) Videoclip incluso nella raccolta The Video Collection (2001) Videoclip incluso nella raccolta The Very Best of Enya - edizione Deluxe |
| Fading con Rihanna                                                      | 2010 | Loud album di Rihanna                                                                              | 3:20     | Jones, Dean                                     | Inglese            | Campionamento non autorizzato di One by One Pubblicata ad agosto 2011 una nuova versione senza la voce di Enya |
| Fairytale anche Fairytale I                                             | 1986 | Enya / The Celts                                                                                   | 3:02     | Enya                                            | -                  | Strumentale Inclusa nella colonna sonora del film Calmi Cuori Appassionati (2001) |
| Fairytale II                                                            | 1986 | -                                                                                                  | -        | Enya                                            | -                  | Strumentale Mai incisa su disco Utilizzata nel documentario The Celts |
| Fairytale III                                                           | 1986 | -                                                                                                  | -        | Enya                                            | -                  | Strumentale Mai incisa su disco Utilizzata nel documentario The Celts |
| Fallen Embers                                                           | 2000 | A Day Without Rain                                                                                 | 2:29     | Enya, R. Ryan                                   | Inglese            | Inclusa nella raccolta Only Time - The Collection Inclusa nella raccolta The Very Best of Enya - edizione Deluxe |
| Flora's Secret                                                          | 2000 | A Day Without Rain                                                                                 | 4:05     | Enya, R. Ryan                                   | Inglese            | Inclusa nella raccolta Only Time - The Collection Inclusa nella raccolta The Very Best of Enya - edizione Deluxe |
| From Where I Am                                                         | 1995 | The Memory of Trees                                                                                | 2:20     | Enya                                            | -                  | Strumentale Inclusa nella raccolta A Box of Dreams |
| Gathering Mushrooms con i Clannad                                       | 1978 | Crann Úll album dei Clannad                                                                        | 2:40     | Tradizionale                                    | Gaelico            | Prima apparizione di Enya come componente dei Clannad Enya partecipa come corista |
| Hope Has a Place                                                        | 1995 | The Memory of Trees                                                                                | 4:44     | Enya, R. Ryan                                   | Inglese            | Inclusa nella raccolta A Box of Dreams Inclusa nella raccolta Only Time - The Collection |
| How Can I Keep from Singing?                                            | 1991 | Shepherd Moons / How Can I Keep from Singing? singolo                                              | 4:32     | Tradizionale Adattamento di Enya                | Inglese            | Cover di un inno cristiano composto nel 1868 da Robert Wadsworth Lowry (integrato da Doris Plenn negli anni '50). Canzone originale nota anche con il titolo My Life Flows on in Endless Song 2° singolo estratto da Shepherd Moons nel 1991 Realizzato videoclip promozionale prodotto dalla Entertainment Productions (durata 3:20) Utilizzata in un episodio della serie Alias (2002) Inclusa nella raccolta Only Time - The Collection Videoclip incluso nella raccolta The Video Collection (2001) |
| Horo Gheallaid Live con i Clannad                                       | 1982 | Celtic Folk Festival album live con diversi artisti                                                | 1:56     | Tradizionale                                    | Gaelico            | Registrata a Utrecht, nei Paesi Bassi, il 13 febbraio 1982 |
| I Could Never Say Goodbye                                               | 2015 | Dark Sky Island                                                                                    | 3:28     | Enya, R. Ryan                                   | Inglese            | |
| I Don't Wanna Know con Mario Winans e P. Diddy                          | 2004 | I Don't Wanna Know singolo di Mario Winans con P. Diddy / Hurt No More album di Mario Winans       | 4:22     | Enya, Winans , Hawkins, Jones, Sermon, Smith    | Inglese            | Campionamento di Boadicea Prodotta da Mario Winans Realizzato videoclip promozionale del singolo Realizzato remix ufficiale |
| I Don't Wanna Know Strumentale                                          | 2004 | I Don't Wanna Know singolo di Mario Winans con P. Diddy                                            | 4:24     | Enya, Winans                                    | -                  | Strumentale Campionamento di Boadicea Prodotta da Mario Winans |
| I May Not Awaken                                                        | 1995 | On My Way Home singolo                                                                             | 4:20     | Enya, R. Ryan                                   | Inglese            | |
| I Want Tomorrow                                                         | 1986 | I Want Tomorrow singolo / Enya / The Celts                                                         | 4:03     | Enya, R. Ryan                                   | Inglese            | 1° singolo estratto da Enya nel 1987 Realizzato videoclip promozionale per The Celts diretto da David Richardson Inclusa nella raccolta A Box of Dreams Inclusa nella raccolta Only Time - The Collection |
| If I Could Be Where You Are                                             | 2005 | Amarantine                                                                                         | 4:00     | Enya, R. Ryan                                   | Inglese            | Singolo promozionale solo in Giappone Utilizzata in un episodio della serie NCIS - Unità anticrimine (2013) Utilizzata in uno spot della Panasonic in Giappone nel 2005 Inclusa nella raccolta The Very Best of Enya - edizione Deluxe |
| Irish Piece                                                             | 1986 | -                                                                                                  | -        | Enya                                            | -                  | Strumentale Mai incisa su disco Utilizzata nel documentario The Celts |
| Isobella                                                                | 2000 | A Day Without Rain solo edizione giapponese / May It Be singolo                                    | 4:29     | Enya, R. Ryan                                   | Gaelico            | Inclusa nella raccolta Only Time - The Collection |
| It's in the Rain                                                        | 2005 | Amarantine / It's in the Rain singolo                                                              | 4:08     | Enya, R. Ryan                                   | Inglese            | 2° singolo estratto da Amarantine nel 2006 |
| It's in the Rain Radio Version                                          | 2006 | It's in the Rain singolo promozionale / It's in the Rain singolo promozionale con Adeste, Fideles  | 3:45     | Enya, R. Ryan                                   | Inglese            | 2° singolo estratto da Amarantine nel 2006 Versione più breve per le radio Realizzato videoclip promozionale del singolo diretto da Tim Royes Videoclip incluso nella raccolta The Very Best of Enya - edizione Deluxe |
| Jenny                                                                   | 1985 | The Frog Prince colonna sonora                                                                     | 1:07     | Enya                                            | -                  | Strumentale Prodotta da Richard Myhill |
| Jenny And Roz                                                           | 1985 | The Frog Prince colonna sonora                                                                     | 1:23     | Enya                                            | -                  | Strumentale Prodotta da Richard Myhill |
| Journey of the Angels                                                   | 2008 | And Winter Came...                                                                                 | 4:47     | Enya, R. Ryan                                   | Inglese            | Inclusa nella raccolta Christmas Secrets |
| La Soñadora                                                             | 1995 | The Memory of Trees                                                                                | 3:35     | Enya, R. Ryan                                   | Spagnolo           | Inclusa nella raccolta A Box of Dreams |
| Last Time By Moonlight                                                  | 2008 | And Winter Came...                                                                                 | 3:57     | Enya, R. Ryan                                   | Inglese            | |
| Lazy Days                                                               | 2000 | A Day Without Rain                                                                                 | 3:43     | Enya, R. Ryan                                   | Inglese            | Utilizzata nel documentario Ocean Men: Extreme Dive (2001) Inclusa nella raccolta Only Time - The Collection |
| Less Than a Pearl Heah Viiya                                            | 2005 | Amarantine                                                                                         | 3:44     | Enya, R. Ryan                                   | Loxian             | |
| Long Long Journey                                                       | 2005 | Amarantine                                                                                         | 3:17     | Enya, R. Ryan                                   | Inglese            | Utilizzata nella trasmissione Il mondo insieme in un documentario sulle Isole Orcadi (18-01-2015) |
| Lothlórien                                                              | 1991 | Shepherd Moons                                                                                     | 2:08     | Enya                                            | -                  | Strumentale Ispirata ai romanzi di Tolkien: è infatti il nome di un regno della Terra di Mezzo Utilizzata come sottofondo del Meteo di Linea Verde negli anni '90 Inclusa nella raccolta A Box of Dreams Inclusa nella raccolta Only Time - The Collection |
| Marble Halls                                                            | 1991 | Shepherd Moons / Marble Halls singolo                                                              | 3:53     | Balfe, Bunn Adattamento di Enya                 | Inglese            | Cover di un brano tratto dall'opera The Bohemian Girl Brano originale noto anche come I Dreamt I Dwelt in Marble Halls o The Gipsy Girl's Dream Realizzato videoclip nel 1992 per la trasmissione Music From the Bridge 4° singolo estratto da Shepherd Moons nel 1994 Inclusa nella colonna sonora del film L'età dell'innocenza (1994) Inclusa nella raccolta Paint the Sky with Stars: The Best of Enya Inclusa nella raccolta A Box of Dreams Inclusa nella raccolta Only Time - The Collection |
| March of the Celts                                                      | 1986 | Enya / The Celts                                                                                   | 3:15     | Enya, R. Ryan                                   | Gaelico            | Inclusa nella raccolta A Box of Dreams Inclusa nella raccolta Only Time - The Collection |
| May It Be                                                               | 2001 | Il Signore degli Anelli - La Compagnia dell'Anello colonna sonora                                  | 4:16     | Enya, R. Ryan                                   | Inglese / Quenya   | Inclusa nella colonna sonora del film Il Signore degli Anelli (2001) |
| May It Be Edit                                                          | 2001 | May It Be singolo                                                                                  | 3:30     | Enya, R. Ryan                                   | Inglese / Quenya   | Versione più breve per le radio Realizzati 2 videoclip promozionali del singolo diretti da Peter Nydrle Nominata ai Premi Oscar nel 2002 come Migliore Canzone Nominata ai Golden Globe nel 2002 come Miglior Canzone Originale Nominata ai Grammy Awards nel 2003 come Miglior Canzone scritta per un film Eseguita dal vivo durante la 74° cerimonia di consegna degli Oscar nel 2002 Utilizzata in una puntata del programma Amore criminale nel 2013 Utilizzata nel documentario Sahaya Going Beyond (2013) Inclusa nella raccolta Only Time - The Collection Inclusa nella raccolta The Very Best of Enya Reinterpretata da Lisa Kelly nell'album Lisa (2003) Reinterpretata da Hayley Westenra nell'album Odyssey (2005) Reinterpretata dalle Celtic Woman nell'album omonimo (2005) Reinterpretata dal coro Chantage nell'album My Promise: Music for All Weddings (2015) |
| May It Be                                                               | 2005 | Il Signore degli Anelli - La Compagnia dell'Anello The Complete Recordings colonna sonora          | 3:26     | Enya, R. Ryan                                   | Inglese / Quenya   | Versione leggermente modificata del brano inciso per Il Signore degli Anelli (2001) |
| Mheall Sí Lena Glórthai Mé con i Clannad                                | 1981 | Fuaim album dei Clannad                                                                            | 4:16     | Tradizionale                                    | Gaelico            | Enya partecipa come corista |
| Mhórag 's Na Horo Gheallaidh con i Clannad                              | 1981 | Mhórag 's Na Horo Gheallaidh singolo dei Clannad / Fuaim album dei Clannad                         | 1:43     | Tradizionale                                    | Gaelico            | Enya partecipa come solista |
| Midnight Blue                                                           | 2001 | Wild Child singolo                                                                                 | 2:04     | Enya                                            | -                  | Strumentale Versione primordiale di And Winter Came... |
| Miraculum                                                               | 2000 | And Winter Came... solo su Amazon / iTunes                                                         | 3:53     | Enya, R. Ryan                                   | Latino             | Versione in latino di One Toy Soldier |
| Miss Clare Remembers come Eithne Ní Bhraonáin                           | 1984 | Touch Travel                                                                                       | 2:02     | Enya                                            | -                  | Strumentale Versione primordiale dell'omonima canzone di Watermark Ispirata all'omonimo racconto di Miss Read |
| Miss Clare Remembers                                                    | 1988 | Watermark                                                                                          | 1:59     | Enya                                            | -                  | Strumentale Ispirata all'omonimo racconto di Miss Read Inclusa nella raccolta A Box of Dreams Inclusa nella raccolta Only Time - The Collection |
| Morning Glory                                                           | 1988 | Evening Falls... singolo                                                                           | 2:28     | Enya                                            | -                  | Strumentale Inclusa nella raccolta A Box of Dreams |
| Morrígan                                                                | 1986 | -                                                                                                  | -        | Enya, R. Ryan                                   | Gaelico            | Versione primordiale di Pax Deorum Mai incisa su disco Utilizzata nel documentario The Celts |
| My! My! Time Flies!                                                     | 2008 | And Winter Came... / My! My! Time Flies! singolo digitale                                          | 3:02     | Enya, R. Ryan                                   | Inglese            | Singolo promozionale solo in Europa nel 2009 Dedicata al chitarrista irlandese Jimmy Faulkner (1950-2008) Inclusa nella raccolta The Very Best of Enya - edizione Deluxe |
| Na Laetha Geal M'Óige                                                   | 1988 | Watermark                                                                                          | 3:54     | Enya, R. Ryan                                   | Gaelico            | Realizzato videoclip nel 1989 per la trasmissione Homeward Bound Utilizzata nel video Portrait of Ireland (1989) Inclusa nella raccolta A Box of Dreams Inclusa nella raccolta Only Time - The Collection |
| Never Get Old con Sinéad O'Connor                                       | 1987 | The Lion and the Cobra album di Sinéad O'Connor                                                    | 4:39     | O'Connor                                        | Inglese / Gaelico  | Enya partecipa leggendo un passo della Bibbia in gaelico (Salmi 91:11-13) |
| Ni Lá Na Gaoithe Lá Na Scoilb? con i Clannad                            | 1981 | Fuaim album dei Clannad                                                                            | 6:11     | Tradizionale                                    | Gaelico            | Enya partecipa come corista e tastierista |
| No Holly for Miss Quinn                                                 | 1991 | Shepherd Moons                                                                                     | 3:40     | Enya                                            | -                  | Strumentale Ispirata all'omonimo racconto di Miss Read Inclusa nella raccolta A Box of Dreams Inclusa nella raccolta Only Time - The Collection |
| O Come, O Come, Emmanuel                                                | 2008 | And Winter Came...                                                                                 | 3:40     | Tradizionale                                    | Inglese / Latino   | Cover del brano classico natalizio Veni, Veni, Emmanuel Inclusa nella raccolta Christmas Secrets |
| Oíche Chiún Silent Night                                                | 1988 | Evening Falls... singolo / Oíche Chiún singolo promozionale                                        | 3:44     | Tradizionale Adattamento di Enya                | Gaelico            | Cover del brano classico natalizio Stille Nacht (Astro del Ciel) Chiamata erroneamente Oíche Chiúin in alcune incisioni Realizzato videoclip nel 1996 Realizzato lyric video nel 2019 Inclusa nell'EP Sounds of the Season (Usa) Inclusa nella raccolta Only Time - The Collection Inclusa nella raccolta Christmas Secrets Videoclip incluso nella raccolta Only Time - The Collection (2002) |
| Oíche Chiún Chorale                                                     | 2008 | And Winter Came...                                                                                 | 3:49     | Tradizionale Adattamento di Enya                | Gaelico            | Cover del brano classico natalizio Stille Nacht (Astro del Ciel) Inclusa nella raccolta The Very Best of Enya - edizione Standard nordamericana Inclusa nella raccolta Christmas Secrets |
| On My Way Home                                                          | 1995 | The Memory of Trees / On My Way Home singolo                                                       | 5:08     | Enya, R. Ryan                                   | Inglese            | 2° singolo estratto da The Memory of Trees nel 1996 Include richiami ai brani del passato Orinoco Flow e Book of Days |
| On My Way Home Remix                                                    | 1996 | On My Way Home singolo promozionale                                                                | 3:35     | Enya, R. Ryan                                   | Inglese            | 2° singolo estratto da The Memory of Trees nel 1996 Versione più breve per le radio Realizzato videoclip promozionale del singolo diretto da Rob Dickins (durata 4:26) Inclusa nella raccolta Paint the Sky with Stars: The Best of Enya Inclusa nella raccolta A Box of Dreams Videoclip incluso nella raccolta The Video Collection (2001) Videoclip incluso nella raccolta The Very Best of Enya - edizione Deluxe |
| On Your Shore                                                           | 1988 | Watermark                                                                                          | 3:59     | Enya, R. Ryan                                   | Inglese            | Realizzato videoclip promozionale Realizzato videoclip nel 1989 per la trasmissione Homeward Bound Utilizzata in uno spot della Volvo nel 1989 Inclusa nella colonna sonora del film Pazzi a Beverly Hills (1991) Inclusa nella raccolta Paint the Sky with Stars: The Best of Enya Inclusa nella raccolta A Box of Dreams Inclusa nella raccolta Only Time - The Collection |
| Once You Had Gold                                                       | 1995 | The Memory of Trees                                                                                | 3:16     | Enya, R. Ryan                                   | Inglese            | Inclusa nella colonna sonora del film Calmi Cuori Appassionati (2001) Inclusa nella colonna sonora del film Molto incinta (2007) |
| One by One Adiós                                                        | 2000 | A Day Without Rain                                                                                 | 3:53     | Enya, R. Ryan                                   | Inglese            | Utilizzata in una puntata del programma Amore criminale nel 2013 Inclusa nella raccolta Only Time - The Collection Inclusa nella raccolta The Very Best of Enya - edizione Deluxe |
| One Toy Soldier                                                         | 2008 | And Winter Came...                                                                                 | 3:53     | Enya, R. Ryan                                   | Inglese            | |
| Only If...                                                              | 1997 | Only If... singolo / Paint the Sky with Stars                                                      | 3:17     | Enya, R. Ryan                                   | Inglese / Francese | 1° singolo estratto dalla raccolta Paint the Sky with Stars nel 1997 Realizzato videoclip promozionale del singolo diretto da Dan Nathan Inclusa nella raccolta A Box of Dreams Inclusa nella raccolta The Very Best of Enya - edizione Standard giapponese Videoclip incluso nella raccolta The Video Collection (2001) Videoclip incluso nella raccolta The Very Best of Enya - edizione Deluxe |
| Only If You Want To                                                     | 1997 | The Best of Enya Edizione promozionale giapponese di Paint the Sky with Stars                      | 3:17     | Enya, R. Ryan                                   | Inglese            | Versione primordiale di Only If... |
| Only Time                                                               | 2000 | Only Time singolo / A Day Without Rain                                                             | 3:37     | Enya, R. Ryan                                   | Inglese            | 1° singolo estratto da A Day Without Rain nel 2000 Realizzati 2 videoclip promozionali del singolo diretti da Graham Fink Vincitrice del premio Echo nel 2002 come Miglior Singolo internazionale Utilizzata in una presentazione in Macromedia Flash realizzata da Steve Golding nel 2001 dopo gli attacchi terroristici dell'11 settembre negli USA Inclusa nella colonna sonora del film Dolce novembre (2001) Utilizzata in un episodio della serie Friends (2002) Utilizzata in un episodio della serie Viva La Bam (2004) Utilizzata in un episodio della serie Neon Naege Banhaesseo (2011) Utilizzata in uno spot della Volvo negli USA nel 2013 Utilizzata in un episodio della serie Jmenuju Se Martin (2015) Inclusa nella colonna sonora del film Masterminds - I geni della truffa (2016) Utilizzata in un episodio della serie Limitless (2016) Utilizzata in un episodio della serie MenT (2017) Inclusa nella colonna sonora del film Deadpool 2 (2018) Utilizzata in un episodio della serie Elementary (2018) Inclusa nella raccolta Only Time - The Collection Inclusa nella raccolta The Very Best of Enya Videoclip incluso nella raccolta The Video Collection (2001) Videoclip incluso nella raccolta The Very Best of Enya - edizione Deluxe Reinterpretata dai Twelve Girls Band nell'album Eastern Energy (2004) Reinterpretata da Keedie nell'album I Believe my Heart (2004) |
| Only Time Remix                                                         | 2001 | Only Time (Remix) singolo                                                                          | 3:14     | Enya, R. Ryan                                   | Inglese            | Remix per le radio Prodotto da S.A.F. e Nicky Ryan Realizzati 2 videoclip promozionali del singolo diretti da Graham Fink |
| Only Time Pop Remix                                                     | 2001 | Only Time (Pop Remix) singolo promozionale                                                         | 3:18     | Enya, R. Ryan                                   | Inglese            | Remix per le radio |
| Oriel Window                                                            | 1991 | Caribbean Blue singolo                                                                             | 2:22     | Enya                                            | -                  | Strumentale Inclusa nella raccolta A Box of Dreams |
| Orinoco Flow anche Orinoco Flow (Sail Away)                             | 1988 | Orinoco Flow singolo / Watermark                                                                   | 4:25     | Enya, R. Ryan                                   | Inglese            | 1° singolo estratto da Watermark nel 1988 Utilizzata in uno spot della Volkswagen negli USA Utilizzata in uno spot della Renault (Twingo) nel 1997 Parodiata in un episodio del cartone animato South Park (1997) Inclusa nella colonna sonora del film Calmi Cuori Appassionati (2001) Utilizzata in un episodio della serie I'm Alan Partridge (2002) Utilizzata nel documentario When Snooker Ruled The World (2002) Utilizzata in un episodio della serie Peep Show (2003) Utilizzata in una puntata del documentario Folk Britannia (2006) Inclusa nella colonna sonora del film Shrek e vissero felici e contenti (2010) Utilizzata in un episodio della serie Cougar Town (2010) Utilizzata in un episodio della serie Misfits (2011) Inclusa nella colonna sonora del film Millennium - Uomini che odiano le donne (2012) Utilizzata nel DVD dal vivo degli Electric Six Absolute Treasure (2014) Utilizzata in un episodio della serie My Mad Fat Diary (2015) Utilizzata in un episodio della serie Black Mirror (2016) Utilizzata in un episodio della serie Coronation Street (2016) Utilizzata in un episodio della serie Please Like Me (2016) Utilizzata in una puntata del programma inglese Who's Doing the Dishes? (2016) Utilizzata in un episodio della serie Brooklyn Nine-Nine (2017) Utilizzata in un episodio della serie Mystery Science Theater 3000: The Return (2017) Utilizzata in un episodio della serie The Last Man on Earth (2017) Utilizzata in una puntata del programma inglese I'm a Celebrity... Extra Camp (2017) Inclusa nella colonna sonora del film Eighth Grade - Terza media (2018) Inclusa nella colonna sonora del film Hotel Transylvania 3 - Una vacanza mostruosa (2018) Utilizzata in due episodi della serie Living with Yourself (2019) Utilizzata in una puntata del programma inglese Ellie & Natasia (2019) Inclusa nella raccolta Paint the Sky with Stars: The Best of Enya Inclusa nella raccolta A Box of Dreams Inclusa nella raccolta Only Time - The Collection Inclusa nella raccolta The Very Best of Enya Campionata in Tribal Bass di Rebel MC nel 1991 Reinterpretata dalle Celtic Woman nell'album omonimo (2005) Reinterpretata dai Libera nell'album New Dawn (2008) |
| Orinoco Flow Edit                                                       | 1988 | Orinoco Flow singolo promozionale                                                                  | 3:43     | Enya, R. Ryan                                   | Inglese            | 1° singolo estratto da Watermark nel 1988 Versione più breve per le radio Realizzato videoclip promozionale del singolo diretto da Michael Geoghegan Vincitrice ai World Music Awards nel 1989 come Video musicale dell'anno Nominata ai Grammy Awards nel 1990 come Miglior Singolo New Age Nominata ai Grammy Awards nel 1990 come Miglior Video musicale Videoclip incluso nella raccolta Moonshadows (1991) Videoclip incluso nella raccolta The Video Collection (2001) Videoclip incluso nella raccolta The Very Best of Enya - edizione Deluxe Inclusa nella compilation Pure Moods (1994) |
| Out of the Blue anche Portrait (Out of the Blue)                        | 1988 | Orinoco Flow singolo / The Celts                                                                   | 3:12     | Enya                                            | -                  | Strumentale Versione più lunga di Portrait Inclusa nella raccolta A Box of Dreams |
| Paint the Sky with Stars                                                | 1997 | Paint the Sky with Stars                                                                           | 4:12     | Enya, R. Ryan                                   | Inglese            | Inclusa nella raccolta A Box of Dreams |
| Pale Grass Blue                                                         | 2015 | Dark Sky Island - edizione Deluxe                                                                  | 3:33     | Enya, R. Ryan                                   | Inglese            | |
| Pax Deorum                                                              | 1995 | The Memory of Trees                                                                                | 4:58     | Enya, R. Ryan                                   | Latino / Gaelico   | In origine intitolata Morrígan e utilizzata nel documentario The Celts (1986) Citata parte di un aforisma tratto dalle Epistole (20 a.C.) del poeta romano Orazio: Omnem crede diem tibi diluxisse supremum Utilizzata nel documentario For The Bible Tells Me So (2007) Inclusa nella raccolta A Box of Dreams Inclusa nella raccolta Only Time - The Collection Inclusa nella raccolta The Very Best of Enya - edizione Deluxe |
| Pilgrim                                                                 | 2000 | A Day Without Rain                                                                                 | 3:11     | Enya, R. Ryan                                   | Inglese            | Inclusa nella colonna sonora del film Baby Blue (2001) |
| Portrait                                                                | 1986 | Enya                                                                                               | 1:23     | Enya                                            | -                  | Strumentale |
| Quiet Desperation con Christy Moore                                     | 1985 | Ordinary Man album di Christy Moore                                                                | 4:55     | Moore                                           | Inglese            | Enya partecipa come corista e tastierista |
| Ready or Not con i Fugees                                               | 1996 | The Score album dei Fugees / Ready or Not singolo dei Fugees                                       | 3:50     | Enya, Bell, Hart                                | Inglese            | Campionamento di Boadicea inizialmente non autorizzato Realizzato videoclip promozionale del singolo |
| Reflection                                                              | 1985 | The Frog Prince colonna sonora                                                                     | 1:08     | Enya                                            | -                  | Strumentale Prodotta da Richard Myhill |
| Remember Your Smile                                                     | 2015 | Dark Sky Island - edizione Deluxe                                                                  | 2:57     | Enya, R. Ryan                                   | Inglese            | |
| River                                                                   | 1988 | Watermark                                                                                          | 3:10     | Enya                                            | -                  | Strumentale Inclusa nella colonna sonora del film Matrimonio di convenienza (1990) Inclusa nella raccolta A Box of Dreams Inclusa nella raccolta Only Time - The Collection |
| Sancta Maria                                                            | 2015 | Dark Sky Island                                                                                    | 3:50     | Enya, Tradizionale                              |                    | |
| Seaside Ditty                                                           | 1986 | -                                                                                                  | -        | Enya                                            | -                  | Strumentale Mai incisa su disco Utilizzata nel documentario The Celts |
| Severed Head                                                            | 1986 | -                                                                                                  | -        | Enya                                            | -                  | Strumentale Mai incisa su disco Utilizzata nel documentario The Celts |
| S Fagaim mo Bhaile And I Leave My Home                                  | 1989 | How Can I Keep from Singing? singolo (in Europa) / Book of Days singolo (negli USA)                | 3:57     | Enya, R. Ryan                                   | Gaelico            | |
| Shepherd Moons                                                          | 1991 | Shepherd Moons                                                                                     | 3:42     | Enya                                            | -                  | Strumentale Utilizzata nel documentario Last Voyage of the Lusitania (1994) Utilizzata in un episodio della telenovela Perla Nera (1994) Inclusa nella raccolta Paint the Sky with Stars: The Best of Enya Inclusa nella raccolta A Box of Dreams Inclusa nella raccolta Only Time - The Collection |
| Silver Inches                                                           | 2000 | A Day Without Rain                                                                                 | 1:36     | Enya                                            | -                  | Strumentale |
| Smaointe... anche Smaoitím...                                           | 1988 | Orinoco Flow singolo (solo in Europa) con il titolo Smaoitím... / Shepherd Moons                   | 6:07     | Enya, R. Ryan                                   | Gaelico            | Inclusa nella raccolta A Box of Dreams |
| So I Could Find My Way                                                  | 2015 | Dark Sky Island                                                                                    | 4:25     | Enya, R. Ryan                                   | Inglese            | Realizzato lyric video Realizzato videoclip promozionale diretto da K. Nakagawa |
| Solace                                                                  | 2015 | Dark Sky Island - edizione Deluxe                                                                  | 3:56     | Enya, R. Ryan                                   | Inglese            | |
| Someone Said Goodbye                                                    | 2005 | Amarantine                                                                                         | 4:02     | Enya, R. Ryan                                   | Inglese            | |
| Someone Said Goodbye Remix                                              | 2006 | Someone Said Goodbye singolo promozionale USA                                                      | 4:02     | Enya, R. Ryan                                   | Inglese            | Singolo promozionale solo negli USA |
| Song of the Sandman Lullaby                                             | 2001 | Wild Child singolo                                                                                 | 3:40     | Enya, R. Ryan                                   | Inglese            | Inclusa nella colonna sonora del film Calmi Cuori Appassionati (2001) Inclusa nella raccolta Only Time - The Collection |
| Stars and Midnight Blue                                                 | 2008 | And Winter Came...                                                                                 | 3:08     | Enya, R. Ryan                                   | Inglese            | Inclusa nella raccolta The Very Best of Enya - edizione Deluxe |
| Storms in Africa                                                        | 1988 | Watermark                                                                                          | 4:03     | Enya, R. Ryan                                   | Gaelico            | Realizzato videoclip promozionale Inclusa nella colonna sonora del film Matrimonio di convenienza (1990) Inclusa nella colonna sonora del film Questa mia vita (1993) Utilizzata nel film tv Noel's Christmas Presents (1997) Utilizzata in due episodi della serie On Becoming a God in Central Florida (2019) Utilizzata come tema musicale dalla vecchia compagnia aerea Ansett Australia Inclusa nella raccolta Paint the Sky with Stars: The Best of Enya Inclusa nella raccolta A Box of Dreams Inclusa nella raccolta Only Time - The Collection Inclusa nella raccolta The Very Best of Enya - edizione Standard |
| Storms in Africa Part II                                                | 1989 | Storms in Africa (Part II) singolo / Watermark solo nel 1989                                       | 3:01     | Enya, R. Ryan                                   | Inglese            | 3° singolo estratto da Watermark Realizzato videoclip promozionale del singolo diretto da Michael Geoghegan Videoclip incluso nella raccolta Moonshadows (1991) Videoclip incluso nella raccolta The Video Collection (2001) Videoclip incluso nella raccolta The Very Best of Enya - edizione Deluxe |
| Sumiregusa - すみれ草 Wild Violet                                       | 2005 | Amarantine                                                                                         | 4:42     | Enya, R. Ryan                                   | Giapponese         | Ispirata a un haiku del poeta giapponese Basho Ispirata nella musica al Vesper Hymn di John Stevenson Utilizzata in uno spot della Panasonic in Giappone nel 2004 in Giappone Utilizzata in uno videoclip promozionale della Panasonic in Giappone Inclusa nella raccolta The Very Best of Enya - edizione Deluxe |
| Sweet Music Roll On con Christy Moore                                   | 1985 | Ordinary Man album di Christy Moore                                                                | 4:13     | Moore                                           | Inglese            | Enya partecipa come corista e tastierista |
| Sword Fight                                                             | 1986 | -                                                                                                  | -        | Enya                                            | -                  | Strumentale Mai incisa su disco Utilizzata nel documentario The Celts |
| Tea-House Moon                                                          | 1995 | The Memory of Trees                                                                                | 2:41     | Enya                                            | -                  | Strumentale Inclusa nella raccolta A Box of Dreams Inclusa nella raccolta Only Time - The Collection |
| Tempus Vernum                                                           | 2000 | A Day Without Rain                                                                                 | 2:24     | Enya, R. Ryan                                   | Latino             | Inclusa nella raccolta Only Time - The Collection |
| The Celts                                                               | 1986 | Enya / The Celts / The Celts singolo                                                               | 2:56     | Enya, R. Ryan                                   | Gaelico            | 1° singolo estratto da The Celts nel 1992 Realizzati 2 videoclip promozionali del singolo diretti da Michael Geoghegan Inclusa nella colonna sonora del film Calmi Cuori Appassionati (2001) Utilizzata in un episodio di Ulisse - Il piacere della scoperta sul Medioevo (11-04-2009) Utilizzata nella trasmissione Il mondo insieme in un documentario sulle Isole Ebridi (07-04-2015) Inclusa nella raccolta Paint the Sky with Stars: The Best of Enya Inclusa nella raccolta A Box of Dreams Inclusa nella raccolta Only Time - The Collection Inclusa nella raccolta The Very Best of Enya - edizione Standard Videoclip incluso nella raccolta The Video Collection (2001) Videoclip incluso nella raccolta The Very Best of Enya - edizione Deluxe |
| The Comb of the Winds                                                   | 2005 | Amarantine singolo                                                                                 | 3:39     | Enya                                            | -                  | Strumentale |
| The Diamondtina Drover con Christy Moore                                | 1985 | Ordinary Man album di Christy Moore                                                                | 4:39     | Moore                                           | Inglese            | Enya partecipa come corista e tastierista |
| The First Day                                                           | 1985 | The Frog Prince colonna sonora                                                                     | 1:33     | Enya                                            | -                  | Strumentale Prodotta da Richard Myhill |
| The First of Autumn anche Snow                                          | 2000 | Only Time singolo / A Day Without Rain tranne edizione giapponese                                  | 3:09     | Enya                                            | -                  | Strumentale In origine doveva intitolarsi Snow Utilizzata nella trasmissione La macchina del tempo negli anni 2000 Utilizzata in un episodio della serie Eastbound & Down (2013) Inclusa nella raccolta Only Time - The Collection |
| The Forge of The Angels                                                 | 2015 | Dark Sky Island                                                                                    | 5:12     | Enya, R. Ryan                                   | Loxian             | |
| The Frog Prince                                                         | 1985 | The Frog Prince colonna sonora                                                                     | 3:15     | Enya, R. Ryan                                   | Inglese            | |
| The Humming...                                                          | 2015 | Dark Sky Island                                                                                    | 3:42     | Enya, R. Ryan                                   | Inglese            | Realizzato lyric video |
| The Kiss                                                                | 1985 | The Frog Prince colonna sonora                                                                     | 1:56     | Enya                                            | -                  | Strumentale Prodotta da Richard Myhill |
| The Longships                                                           | 1988 | Watermark                                                                                          | 3:36     | Enya, R. Ryan                                   | Gaelico            | In origine utilizzata nel documentario The Celts (1986) |
| The Loxian Gates                                                        | 2015 | Dark Sky Island                                                                                    | 3:33     | Enya, R. Ryan                                   | Loxian             | |
| The Magic of the Night                                                  | 2006 | Amarantine - Christmas Special Edition                                                             | 3:32     | Enya, R. Ryan                                   | Inglese            | Singolo promozionale solo in Giappone e negli USA Inclusa negli EP Sounds of the Season (Usa) e Christmas Secrets (Canada) Inclusa nella raccolta Christmas Secrets |
| The Memory of Trees                                                     | 1995 | The Memory of Trees                                                                                | 4:18     | Enya                                            | -                  | Strumentale Utilizzata nel film tv Tiro al bersaglio (1998) Inclusa nella raccolta Paint the Sky with Stars: The Best of Enya Inclusa nella raccolta A Box of Dreams Inclusa nella raccolta Only Time - The Collection |
| The Promise                                                             | 2000 | Only Time singolo                                                                                  | 2:29     | Enya                                            | -                  | Strumentale Inclusa nella colonna sonora del film Calmi Cuori Appassionati (2001) |
| The River Sings Ea Hymm Llay Hey                                        | 2005 | Amarantine                                                                                         | 2:49     | Enya, R. Ryan                                   | Loxian             | Inclusa nella raccolta The Very Best of Enya - edizione Deluxe |
| The Spaghetti Western Theme from The Celts                              | 1986 | Amarantine singolo                                                                                 | 1:57     | Enya                                            | -                  | Strumentale In origine utilizzata nel documentario The Celts (1986) Incisa nel 2005 in memoria del produttore di The Celts Tony McAuley (1939-2003) |
| The Spirit of Christmas Past                                            | 2008 | And Winter Came...                                                                                 | 4:18     | Enya, R. Ryan                                   | Inglese            | Inclusa nella raccolta Christmas Secrets |
| The Sun in the Stream                                                   | 1986 | Enya / The Celts                                                                                   | 2:57     | Enya                                            | -                  | Strumentale Utilizzata nel video Portrait of Ireland (1989) Inclusa nella raccolta A Box of Dreams Inclusa nella raccolta Only Time - The Collection |
| The Train to Paris                                                      | 1985 | The Frog Prince colonna sonora                                                                     | 2:15     | Enya                                            | -                  | Strumentale Prodotta da Richard Myhill |
| The Whole of the Moon con Terry Reid                                    | 1991 | The Driver album di Terry Reid                                                                     | 4:15     | Reid                                            | Inglese            | Enya partecipa come corista |
| Third Man                                                               | 1986 | -                                                                                                  | -        | Enya                                            | -                  | Strumentale Mai incisa su disco Utilizzata nel documentario The Celts |
| To Go Beyond (I)                                                        | 1986 | Enya / The Celts                                                                                   | 1:19     | Enya                                            | -                  | Strumentale Utilizzata in un episodio di Ulisse - Il piacere della scoperta sul Medioevo (11-04-2009) |
| To Go Beyond (II)                                                       | 1986 | Enya / The Celts                                                                                   | 2:58     | Enya                                            | -                  | Strumentale Inclusa nella raccolta The Very Best of Enya - edizione Standard giapponese |
| Trains and Winter Rains                                                 | 2008 | Trains and Winter Rains singolo digitale / And Winter Came...                                      | 4:18     | Enya, R. Ryan                                   | Inglese            | 1° singolo estratto da And Winter Came... nel 2008 Inclusa nella raccolta The Very Best of Enya |
| Trains and Winter Rains Radio Edit                                      | 2008 | Trains and Winter Rains singolo promozionale                                                       | 3:25     | Enya, R. Ryan                                   | Inglese            | 1° singolo estratto da And Winter Came... nel 2008 Versione più breve per le radio Realizzato videoclip promozionale del singolo diretto da Rob O'Connor Videoclip incluso nella raccolta The Very Best of Enya - edizione Deluxe |
| Triad St. Patrick, Cú Chulainn, Oisín                                   | 1986 | Enya / The Celts                                                                                   | 4:23     | Enya                                            | Gaelico            | St. Patrick è un brano tradizionale, Cú Chulainn e Oisín sono strumentali Utilizzata nel video Portrait of Ireland (1989) Inclusa nella colonna sonora del film Calmi Cuori Appassionati (2001) |
| Untitled                                                                | 1986 | -                                                                                                  | -        | Enya                                            | -                  | Strumentale Mai incisa su disco Utilizzata nel documentario The Celts |
| Untitled Over Funerary Cart                                             | 1986 | -                                                                                                  | -        | Enya                                            | -                  | Strumentale Mai incisa su disco Utilizzata nel documentario The Celts |
| Untitled Over Scarecrow                                                 | 1986 | -                                                                                                  | -        | Enya, R. Ryan                                   | Gaelico            | Versione primordiale di The Longships Mai incisa su disco Utilizzata nel documentario The Celts |
| Water Shows the Hidden Heart Syoombrraya                                | 2005 | Amarantine                                                                                         | 4:39     | Enya, R. Ryan                                   | Loxian             | Inclusa nella raccolta The Very Best of Enya - edizione Standard |
| Watermark                                                               | 1988 | Watermark                                                                                          | 2:24     | Enya                                            | -                  | Strumentale Utilizzata nel documentario Casablanca Revisitada (1992) Inclusa nella colonna sonora del film Matrimonio di convenienza (1990) Inclusa nella colonna sonora del film Calmi Cuori Appassionati (2001) Inclusa nella colonna sonora del film Madagascar 3 - Ricercati in Europa (2012) Inclusa nella raccolta Paint the Sky with Stars: The Best of Enya Inclusa nella raccolta A Box of Dreams Inclusa nella raccolta Only Time - The Collection Inclusa nella raccolta The Very Best of Enya Reinterpretata da Sarah Brightman nell'album The Harem Tour (2003) |
| We Wish You a Merry Christmas                                           | 2006 | Amarantine - Christmas Special Edition                                                             | 3:41     | Tradizionale                                    | Inglese            | Cover del brano classico natalizio omonimo Realizzato lyric video nel 2019 Inclusa negli EP Sounds of the Season (Usa) e Christmas Secrets (Canada) Inclusa nella raccolta Christmas Secrets |
| White Is in the Winter Night                                            | 2008 | And Winter Came...                                                                                 | 3:00     | Enya, R. Ryan                                   | Inglese            | Singolo promozionale solo negli USA Inclusa nella raccolta Christmas Secrets |
| Wild Child                                                              | 2000 | A Day Without Rain / Wild Child singolo                                                            | 3:46     | Enya, R. Ryan                                   | Inglese            | 2° singolo estratto da A Day Without Rain nel 2001 Inclusa nella colonna sonora del film Calmi Cuori Appassionati (2001) Inclusa nella colonna sonora del film Baby Blue (2001) Utilizzata in un episodio della serie Hinter Gittern - Der Frauenknast (2002) Inclusa nella raccolta Only Time - The Collection Inclusa nella raccolta The Very Best of Enya |
| Wild Child Radio Edit                                                   | 2001 | Wild Child singolo promozionale                                                                    | 3:33     | Enya, R. Ryan                                   | Inglese            | 2° singolo estratto da A Day Without Rain nel 2001 Versione più breve per le radio Realizzati 2 videoclip promozionali del singolo diretti da Graham Fink Videoclip incluso nella raccolta The Video Collection (2001) Videoclip incluso nella raccolta The Very Best of Enya - edizione Deluxe |
| Wild Child Remix                                                        | 2001 | Wild Child (Remix – Vocal up Version) singolo promozionale                                         | 3:33     | Enya, R. Ryan                                   | Inglese            | Remix per le radio |
| Willows on the Water                                                    | 1997 | Only If... singolo                                                                                 | 2:58     | Enya                                            | -                  | Strumentale Inclusa nella raccolta A Box of Dreams Inclusa nella raccolta Only Time - The Collection |
| With Jean-Philippe                                                      | 1985 | The Frog Prince colonna sonora                                                                     | 2:16     | Enya                                            | -                  | Strumentale Prodotta da Richard Myhill |
| You Should Really Know con The Pirates e Shola Ama, Naila Boss e Ishani | 2004 | You Should Really Know singolo di The Pirates con Shola Ama, Naila Boss e Ishani                   | 3:16     | Enya, Winans, Hawkins, Jones, Sermon, Smith     | Inglese            | Campionamento di Boadicea Cover di I Don't Wanna Know di Mario Winans con P. Diddy Realizzato videoclip promozionale del singolo |